# 晋州城攻防戦
晋州城攻防戦（しんしゅうじょうこうぼうせん）は、文禄の役における2回の攻城戦。 
朝鮮半島の晋州城（朝鮮語: 진주성（チンジュソン）、現在の晋州市）を守る朝鮮軍を日本軍が攻撃、文禄元年（1592年）10月4日から10日までの第一次晋州城攻防戦では朝鮮軍が守りきり、文禄2年（1593年）6月21日から29日までの第二次晋州城攻防戦では日本軍が攻城に成功した。

## 第一次攻防戦

### 攻防戦の背景
開戦以来、快進撃を続けた日本軍は有効な李氏朝鮮軍の抵抗をほとんど受けないまま約2ヶ月で平壌・咸興などまで急進撃をした。漢城（ソウル）を起点に朝鮮半島各地へ展開していた日本軍であったが、慶尚道の釜山から漢城を結ぶ三路の後方基幹ルートの確保や全羅道方面に至る西進作戦には積極的でなかった。李朝軍の主力を粉砕し、北方への進撃も予想外に進んだため、晋州城を攻略する若干の余裕が生じた。それまで晋州城は、釜山から漢城への侵攻路から外れていたため攻撃を受けていなかった。また、朝鮮では晋州城と平壌城が堅城との評価を受けていた。

### 第一次攻防戦直前の状況
攻略作戦を発動した。
日本勢は晋州城攻略のために細川忠興、長谷川秀一、木村重茲などの20,000弱の軍勢を編成し、釜山を出発して9月23日に昌原を攻めた。慶尚右兵使の柳崇仁は官軍および収容した敗兵を指揮して抵抗したが日本軍に大敗した。敗走した柳崇仁は後方の晋州城へ入ろうとするが、部下であり守将の晋州牧使・金時敏は日本軍の突入を怖れて城門を開く事を拒否した。やむなく柳崇仁は城外で敗兵を再編成して日本軍に野戦を挑むが敗死した。

### 第一次攻防戦
10月4日、咸安を経由して到着した日本軍の晋州城包囲が始まり6日より攻撃が始まった。晋州城では金時敏を中心に昆陽県監・李光若らが指揮する約3800人の兵士に加え、多くの避難民が城内で防戦に努めた。また城外では郭再祐の配下などの慶州道義兵約1200が日本軍の背後を攻撃し、7日の夜からは崔慶会・任啓英など全羅道で敗兵を再編成した軍約2500が到着して城外で遊撃戦を行った。日本軍は一時攻城を中断して遊撃軍を牽制し、10日朝より攻撃を再開したが晋州城は容易に攻略できないと判断し、長期戦を厭って退却した。
旧参謀本部編纂『日本戦史　朝鮮役』では、この援兵の行動について、直接日本軍と戦闘を交えたものではなく、遠巻きに声援を行って日本軍を牽制しただけとしている。
晋州城防衛の中心であった金時敏は日本軍の鉄砲によって重傷を負った。李朝軍にも撤退する日本軍を追撃する力はなかった。こうして第一次晋州城攻防戦は李朝軍の防衛成功で幕を閉じた。なお、金時敏は攻防戦の後に傷の悪化によって死亡したが、日本側では城を守りきった金時敏を官職の牧使の発音から「もくそ」（朝鮮語の発音は「モックサ」）、晋州城を「もくそ城」と呼び高く評価した（「もくそ」の当て字は「木曽」）。のちに京都で「もくそ官」として晒されたのはこの金時敏ではなく、第二次攻防戦の際に死亡した後任牧使の徐礼元の首である。

### 第一次攻防戦における日本・朝鮮両軍の編成
日本軍
- 細川忠興　3500人
- 長谷川秀一　5000人
- 木村重茲　3500人
- 新庄直定　300人
- 糟屋武則　200人
- 太田一吉　160人

等　約30000人
朝鮮軍
- 晋州城守備金時敏　3800人
- 後詰の軍　3700

## 第二次攻防戦

### 第二次攻防戦直前の状況
和平交渉が進展し日本軍の主力が漢城から釜山周辺へ移動した事で兵力と補給の問題が解消したため、和平条件でもあった朝鮮半島南部の獲得を既成事実とするため、晋州城方面と全羅道の征服を図った。

### 第二次攻防戦
日本軍は約4万3千の晋州城攻略軍を編成し、包囲を宇喜多秀家、加藤清正の部隊に担当させ、小西行長、毛利秀元、小早川隆景の部隊に城普請と拠点での在番を割り当てた。
攻城戦前、晋州城東北方の星州に明副総兵・劉綎兵五千、周辺にも善山に游撃・呉惟忠兵五千、南原に参将・査大受、駱尚志、游撃・宋大斌兵六千、居昌に副総兵・祖承訓、游撃・李寧、葛逢夏と慶州に副総兵・王必迪の兵若干、約三万余の明軍を各地に駐屯した。
6月14日、宜寧に集結していた朝鮮都元帥・金命元、平安巡辺使・李薲、全羅巡察使・権慄、全羅兵使・宣居怡、防禦使・李福男、助防将・李継鄭、鄭名世、慶尚左兵使・高彦伯、右兵使・崔慶会、忠清兵使・黄進、京畿助防将・洪季男、星州牧使・郭再祐、倡義使・金千鎰、義兵・高従厚などの李朝軍5万余は咸安に到着して日本軍の進軍を止めさせたが、日本軍先鋒隊の立花宗茂、高橋統増と小早川秀包と共に兵4千でこれを敗走させた。朝鮮軍の一部は15日に全州へ撤退し、金千鎰を主に一部の朝鮮軍は晋州城に入った。このため日本軍は昌原より咸安と宜寧を通過して晋州城へ進軍した。
対する守城側では意見がまとまらず、籠城を主張する倡義使・金千鎰（義兵）に対し、明軍は晋州城防衛に不同意であり、朝鮮軍でも方針は分裂し西人派は籠城を主張し東人派は消極的だった。最終的に晋州城内へ集結した兵力は李氏朝鮮軍約7000と避難民だけであった。
6月21日に日本軍は晋州城を包囲すると、攻城用の高櫓を作り、濠の水を南江に落とす土木工事を始める。22日から本格的な包囲と工事普請が始まる。加藤清正ら一番隊と宇喜多秀家ら三番隊が包囲、小西行長らの部隊は後方支援と輸送、毛利秀元、小早川隆景らは朝鮮半島南部で恒久的な城の普請を始めた。
6月27日には宇喜多秀家が降伏勧告を行ったが李氏朝鮮側は拒絶、29日に亀甲車を用いて城壁を突き崩すと、黒田長政配下の後藤基次や加藤清正配下の森本一久らが先を争って突入し晋州城を攻略した。
陥落した晋州城では、倡義使・金千鎰、その子・金象乾、慶尚右兵使・崔慶会、忠清兵使・黄進、晋州府使・徐礼元、義兵将・高従厚、金海府使・李宗仁、巨済県令・金俊民などの武将が戦死した。

### 晋州城攻略後の動向
晋州城を攻略した日本軍は直ちに全羅道へ進撃し、7月5日には求礼、7日には谷城へ進出した。しかし、南原の守りが堅いと見ると9日には晋州城へ撤退した。
攻略戦の最中、日本軍は恒久的在陣のため朝鮮半島南部に拠点の築城が開始され、晋州城は撤退時に破却された。
『問註所家譜』により文禄2年（1593年）9月2日、問註所統景、問註所正白兄弟は小早川秀包の先鋒になって明の劉綎と晋州城外西南方二十里の河東郡に遭遇し以下数百兵が戦死した、宗茂は敗れた小早川軍を救援のため劉綎と対戦し、劉綎は敗れて晋州城に返る。

### 第二次攻防戦における日本・李氏朝鮮両軍の編成
日本軍　42491人
- 第一隊　黒田長政・加藤清正・島津義弘・鍋島直茂等　25201人
- 第三隊　宇喜多秀家・石田三成等　17290人

- 普請役　毛利秀元　13600人
- 普請役　小早川隆景・立花宗茂等　8744人
- 釜山浦間の輸送と拠点在番　小西行長・細川忠興・宗義智等　26182人

李朝軍
- 晋州城官兵　約7000人
- その他　約13000人